# Idioma guna

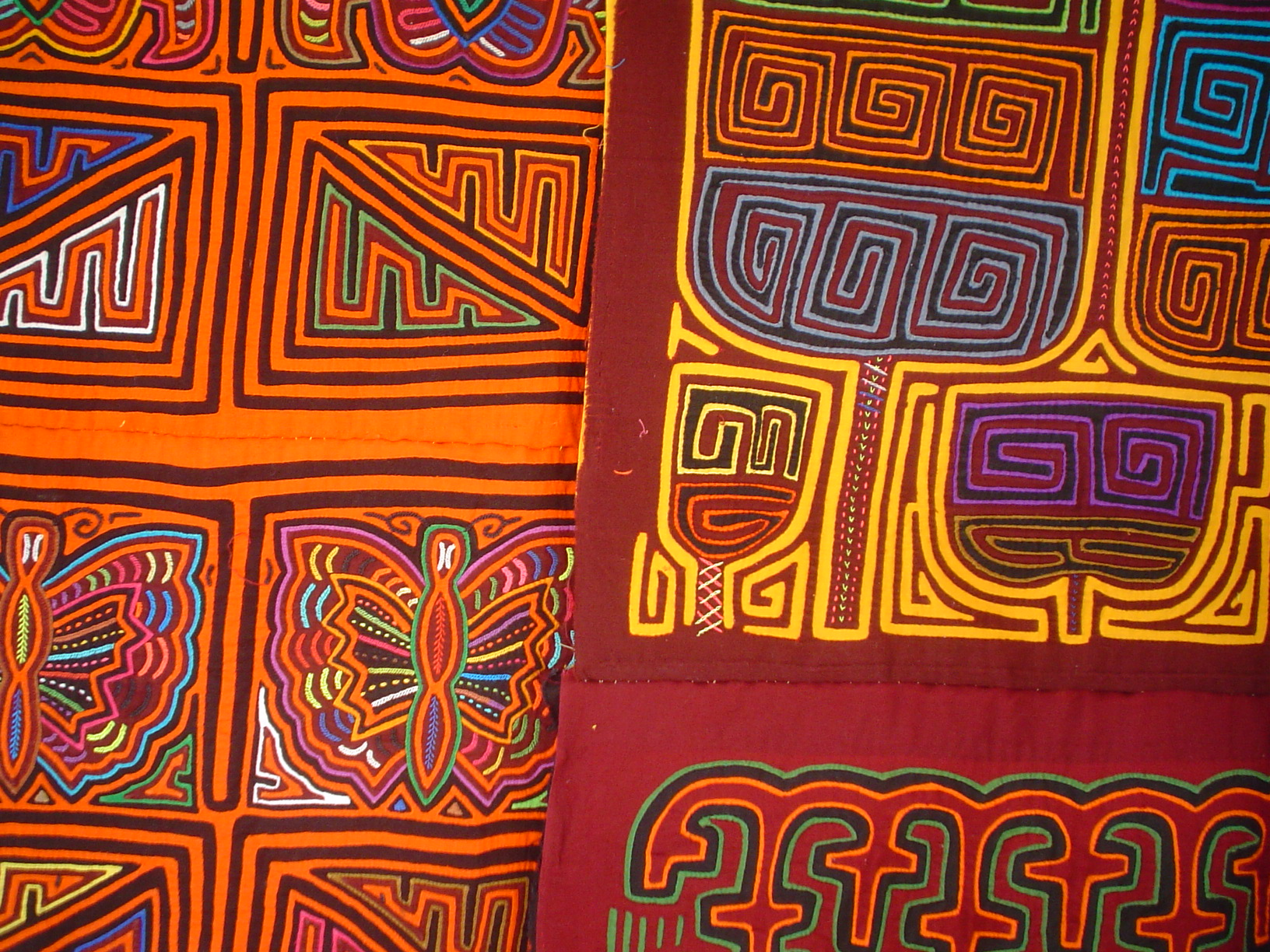
Molas de los Gunas.

El idioma guna (antiguamente kuna, en español cuna, autoglotónimo dulegaya 'lengua del pueblo') es una lengua indígena hablada por la etnia guna que habita Panamá y Colombia.

## Distribución
Los guna viven en la parte oriental de Panamá y dos enclaves en Colombia. Más del 80 % de los hablantes viven en Panamá, donde desde la revolución indígena de 1925 gozan de cierta autonomía y su lengua tiene reconocimiento oficial.

## Clasificación
Según Adolfo Constenla Umaña (1993) y otros especialistas, el guna es una lengua de la familia lingüística chibcha. Durante el siglo XX varios autores recopilaron material, entre ellos Holmer (1946, 1947, 1951, 1952), Sherzer (1975, 1978) y Llerena Villalobos (1987, 2000).

### Tabla comparativa de algunos vocablos con lenguas chibchas magdalénicas
| Español       | Guna    | Uwa        | Muisca (†)       | Ika       |
| ------------- | ------- | ---------- | ---------------- | --------- |
| yo            | ani     | asa        | hycha */ˈhət͡ʃa/  | nʉ'ʉn     |
| tu            | be      | bah / baha | mue */məʔ/       | ma        |
| maíz          | oba     | eba        | aba */ˈaba/      | im        |
| dos           | bogwa   | bucay      | boza */ˈbokʲa/   | mowga     |
| tres          | baa     | bay        | mica */ˈmika/    | máykʉnʉ   |
| ocho          | baabag  | abi        | suhuza */ˈsuhca/ | abewa     |
| ojo           | ibya    | uba        | upqua */ˈubkʷa/  | umʉ       |
| piedra        | aggwa   | aca        | hyca */həˈka/    | a'nʉ      |
| piel          | ugga    | -          | huca */ˈhuka/    | -         |
| pez           | ua      | -          | ua */waʔ/        | waka      |
| piojo         | guu     | curia      | cue */ˈkue/      | ku        |
| agua          | dii     | riya       | xie */ˈd͡zie/     | ʝe [dʒe]  |
| lengua/idioma | gwabin  | cuwa       | cubun */ˈkuwun/  | korí'gʉnʉ |
| zancudo       | gwisuid | cuíyaja    | chue */ˈkʲujah/  | kuíʔdarɨ  |
| sí            | eye     | eé         | ehe /ẽˈhẽ/       |           |
| sangre        | abe     | abi        | hyba */ˈəːba/    |           |
| ceniza        | buru    | bura       | fusque */ˈbuzka/ | búnzʉga   |

## Descripción lingüística
La documentación del guna se remonta a finales del siglo xvii. En 1681, el médico de navío inglés Lionel Wafer visitó a los pueblos indígenas del Darién y convivió con ellos durante algún tiempo. Como resultado de su experiencia, publicó una lista de vocabulario de la lengua de este grupo, constituyendo uno de los primeros registros conocidos del idioma.

### Fonología
El guna registra 5 fonemas vocálicos y 17 consonánticos:
Vocales
|        | Anteriores | Centrales | Posteriores |
| ------ | ---------- | --------- | ----------- |
| Altas  | i          |           | u           |
| Medias | e          |           | o           |
| Bajas  |            | a         |             |

Este inventario vocálico es relativamente simple. Además estas vocales forman algunos diptongos y las vocales tónicas en sílabas abiertas automáticamente se realizan como vocales largas. Fonéticamente existen también algunas vocales extralargas que fonológicamente son analizables como secuencias de dos vocales del mismo timbre.
Consonantes
El siguiente cuadro muestra el inventario consonántico junto a la grafía convencional usada para transcribirlos (ver #Ortografía):
|             |             | Labial  | Dental  | Alveolar | Palatal | Velar   | Labio- velar |
| ----------- | ----------- | ------- | ------- | -------- | ------- | ------- | ------------ |
| Oclusivas   | laxas       | p <b>   | t <d>   |          |         | k <g>   | kw           |
| Oclusivas   | tensas      | p• <bb> | t• <dd> |          |         | k• <gg> | kw•          |
| nasales     | laxas       | m <m>   | n <n>   |          |         |         |              |
| nasales     | tensas      | m• <mm> | n• <nn> |          |         |         |              |
| africadas   | africadas   |         |         |          | č <ss>  |         |              |
| fricativas  | fricativas  |         | s <s>   |          |         |         |              |
| laterales   | laxas       |         |         | l <l>    |         |         |              |
| laterales   | tensas      |         |         | l• <ll>  |         |         |              |
| vibrante    | vibrante    |         |         | r <r>    |         |         |              |
| aproximante | aproximante |         |         |          | j <y>   |         | w <w>        |

1. Las oclusivas /p/, /t/, /k/, /kw/ se realizan como sonoras [b], [d], [ɡ] cuando están entre vocales o al lado de las cononantes [m], [n], [l], [r], [j], [w], así como al principio de la palabra, cuando fluctúan libremente la sorda o la sonora. Las oclusivas tensas /p•/, /t•/, /k•/, /kw•/ siempre son sordas y solo aparecen entre vocales.
2. La africada /č/ es siempre sorda y actúa como la contraparste tensa de /s/ (la ortografía nativa escribe  /č/ como ss, también existe otro sonido  [č] procedente de /dd+s/ que se escribe simplemente como <ds>).
3. Las alveolares [s] tras [n], así como [l] después de [k], se convierten en palatales [ŝ], [ʎ].
4. La vibrante /r/ es una vibrante múltiple y no tiene contrapartida tensa.
5. Algunos autores como Llerena Villalobos rechazan que /kw/ sea un fonema independientes, aunque Holmer argumenta que la existencia del par kue 'ser, llegar a ser' y kwa (clasificador nominal) es un argumento en favor del valor distintivo de la labiovelar.
6. Palatalización de posteriores.Antes de consonantes no velares /k/ se palataliza. Un ejemplo de esto es: /sikli/ ['siyili]
7. Las nasales asimilan el punto de articulación del sonido consonántico siguiente. Un ejemplo de esto es: /sunmmake/ [sum'makke]
8. Realización de oclusivas en posición final absoluta: /nalup/ ['na:lup].[4]

#### Estructura silábica
Siempre se va a hacer presente el núcleo vocálico el cual está precedido por otra vocal, antecedido por dos consonantes y seguido por una vocal. Las posibles variaciones se obtienen a partir de la siguiente fórmula y sus restricciones: C.C.V.V.V.C
Restricciones:
1. Las oclusivas geminadas solo ocurren en posición intervocálica.
2. Las líquidas no ocurren en principio de palabra.
3. Las vocales pre-nucleares pueden ser /i/ y /u/, aunque la secuencia /iu/ no se da en la lengua y la secuencia /ui/ se da dependiendo del acento, tanto la primera como la última vocal pueden ser núcleo.
4. Las vocales postnucleares solo pueden ser las vocales altas /i/ y /u/.
5. No puede haber sílabas que incluyan vocales post y pre nucleares, es decir, no hay triptongos en esta lengua.
6. Margen consonántico simple de la izquierda, en sílaba interna después de vocal pueden aparecer aquí todos los fonemas consonánticos. En sílaba inicial de palabra no aparecen las líquidas ni geminadas. Cuando el margen es complejo, esta consonante es /p/ o /k/.
7. Segunda consonante del margen complejo, esta consonante es el /l/
8. Consonante y el margen derecho, aquí solo pueden aparecer /p/ /t/ /k/ /r/ /n/ /m/ /s/

combinaciones posibles: 
- (V) /e/  "El" "Ella"
- (VV) /ai/ "Amigo"
- (VC) /an/ "Yo"
- (CV) /ka/ "Ají"
- (CVV) /kui/ "Mosquito"
- (CVVC) /kuen/ "Uno"
- (CVC) /nis/ "Liquido"
- (CCV) /ple/ "Todos"

#### Prosodia
El guna es una lengua acentual, que tiende a ser predecible ya que cuando se tiene en cuenta la palabra aislada, el acento recae en la penúltima sílaba. Esto con muy pocas excepciones. Esta misma tendencia la siguen también los sintagmas. Debido a que en la penúltima sílaba del sintagma, su relieve acentual, es mayor.

### Morfología
El guna es una lengua aglutinante que contiene palabras de hasta nueve morfemas, aunque la mayoría de palabras constan de dos o tres morefemas. La mayor parte de la complejidad morfológica se da en el verbo, que contiene sufijos de tiempo, aspecto, número, polaridad negativa, posición (sentado, en pie, etc) y varios adverbiales. El verbo no se marca según persona gramatical.
Existen diversos prefijos que marcan un cambio de valencia en el verbo. Por ejemplo e- funciona como un transitivizador de estativos, mientras que o- marca el causativo:
(1) kwane 'caer (un fruto)' / e-kwane 'dejar caer (un fruto)'
(2) a-tinne 'estar atado' / e-tinne 'atar (algo, a alguien)'
(3) purkwe 'morir' / o-purkwe 'matar'
La morfología verbal expresa mediante sufijos otras categorías flexivas como voz pasiva, tiempo, número y direccionalidad. Además de los sufijos direccionales existe un conjunto de raíces verbales que se refieren a la dirección. Estas raíces direccionales pueden afijarse o ser usadas como verbos principales. Incluso cuando están sufijados, frecuentemente pueden combinarse con otro sufijos direccionales:
(4) se-tani-kki
llevar-venir-DIREC
'vino a traer[me]lo'
(5) pakke-nae-te
comprar-ir-DIREC
'fue a compar[se]lo, fue a comprarlo allí'

## Ortografía
En 2010, el Congreso General Guna decidió una reforma ortográfica de acuerdo con la cual las consonantes tensas se escriben como dígrafos (dos letras repetidas). Igualmente los fonemas /p, t, k/ que pueden sonar como [p, t, k] o [b, d, g] se representan como <b, d, g> en todas las posiciones. Igualmente la antigua grafía <ch> pasa a ser <ss> o <ds> según su procedencia morfológica (narassole [naraʧole] < naras + sole, godsa [koʧa] 'llamó' < godde 'llamar' + -sa (pasado). Así pues esta reforma ortográfica usa solo 15 signos <b, d, g, l, m, n, r, s, w, y; a, e, i, o, u> para transcribir todos los sonidos de la lengua, existiendo además los dígrafos <bb, dd, gg, ll, mm, nn> para las consonantes tensas.
El alfabeto del idioma guna está conformado por 15 letras del alfabeto latino:
Letras: A/a, B/b, D/d, E/e, G/g, I/i, L/l, M/m, N/n, O/o, R/r, S/s, U/u, W/w, Y/y.
Consonantes: b, d, g, l, m, n, r, s, w, y.
Vocales: a, e, i, o, u.